# Браилски бунтове
Браилските бунтове са поредица неуспешни опити от 1841 – 1843 година на българи от Браила и някои други градове на Влашко, Молдова и Бесарабия за прехвърляне на въоръжени групи в Османската империя.

## Първи браилски бунт
Първият браилски бунт е ръководен от сръбския офицер Владислав Татич и Васил Хадживълков. Те събират в Браила чета от около 300 души. На 13 юли 1841 година опитват да преминат през река Дунав на османска територия, но са спрени от влашките войници. В сражението загиват около 80 четници, а много други са заловени и осъдени.

## Втори браилски бунт
Подготовката на Втория браилски бунт започва през август 1841 година, като негов инициатор е Георги Раковски. Освен българи, в организацията участват и много гърци. Целта на заговора е през февруари през Дунав да бъдат прехвърлени две чети – от Браила и от Галац. Подготовката за бунт е разкрита от властите и много заговорници са осъдени на каторга. Самият Раковски е осъден на смърт, но тъй като има гръцки паспорт е екстрадиран, след което успява да избяга и да се укрие.
Освен Браила и Галац, ядро на заговора има и в намиращия се на руска територия съседен град Рени. Там организацията се ръководи от Васил Хадживълков и Петър Ганчев. Тя развива активна дейност сред българите в Южна Бесарабия, Одеса и Кишинев, събирайки средства и подготвяйки доброволци, а в Добруджа са изпратени разузнавателни групи. Заговорът е разкрит от руската полиция и организацията е разбита, но никой от заговорниците не е изпратен в затвора.

## Трети браилски бунт
Третият браилски бунт си поставя за цел да свали влашкия княз Георге Бибеску, да събере оръжие от влашките гарнизони и да прехвърли през Дунав голяма чета. Подготовката започва през пролетта на 1843 година под ръководството на Васил Хадживълков и Андрей Дешов. На 4 септември, малко преди да пристъпят към действия, заговорниците са разкрити и част от тях са осъдени на каторга.